# Mayabobo
El monte Mayabobo es un cono de ceniza situado al pie del monte Banahaw en Candelaria en la provincia filipina de Quezón. Con aproximadamente 300 m de altura, es un destinación turística para los residentes locales de Candelaria y municipios vecinos y para los caminantes, por tener un sitio de telecomunicaciones a la cima de donde se puede ver el paisaje.